# Зоолошки врт Караганди
Зоолошки врт Караганди (Казашки: Қарағанды хайуантар бағы; рус. Карагандинский зоопарк) је државни зоо врт града Караганда у Казахстану. Овај зоо врт покрива 43,5 хектара, и један је од највећих и најстаријих зоолошких паркова у Републици Казахстан.
Зоолошки врт је најпознатији као дом слона Батир који „говори“ до његове смрти 1993. године.